# 신화 (2010년 드라마)
《신화》(중국어 간체자: 神话, 정체자: 神話, 병음: Shénhuà 선화[*], 영어: The Myth 더 미즈[*])은 중국의 텔레비전 드라마이다.

## 등장 인물
- 후거(胡歌) : 이샤오촨(易小川)/몽의(蒙毅)/천녀노요(千年老妖) 역
- 장세(張世) : 가오야오(高要)/조고(趙高)/헤이파오렌(黑袍人) 역
- 임천(任泉) : 이다촨(易大川) 역
- 장멍(張萌) : 가오란(高嵐)/소월(小月)/우희(虞姬) 역
- 서민(徐敏) : 이 소장(易所長) 역
- 허제(許娣) : 엄마 이 역
- 이필구(李必驅) : 노인 역
- 조총(趙聰) : 뤄라(羅拉) 역
- 마문룡(馬文龍) : 화가 (畵家) /부소 (扶蘇) 역
- 고롱가(高瓏珂) : 칭칭(青青) 역
- 염언룡(閆彥龍) : 예펭(葉楓) 역
- 바이빙(白冰) : 옥수공주(玉漱公主) 역
- 담개(潭凱) : 항우(項羽) 역
- 이영상(李易祥) : 유방(劉邦) 역
- 진자함(陳紫函) : 여치(呂雉) 역
- 동자오(董子午) : 항량(項梁) 역
- 진계국(陳啟國) : 여공(呂公) 역
- 진사(金莎) : 여수(呂嬃) 역
- 양수전(楊樹田) : 최문자(崔文子) 역
- 유등원(劉騰遠) : 방 대위(龐副將) 역
- 송흥겨(宋欣洁) : 덕향(德香) 역
- 왕구(王駒) : 전 오장(田伍長) 역
- 장웨이(張衛) : 고점이(高漸離) 역
- 정자준(丁子峻) : 몽염(蒙恬) 역
- 짱진성(臧金生) : 진시황(秦始皇) 역
- 팽대욱(彭大雄) : 호해(胡亥) 역
- 유소계(劉小溪) : 이사(李斯) 역
- 석천석(石天碩) : 이유(중국어판)(李由) 역
- 동가비(董可飛) : 삼보(三寶) 역
- 주야망(周野芒) : 범증(范增) 역
- 일진(一真) : 김 장군(金將軍) 역
- 왕지하(王之夏) : 도안왕후(圖安王后) 역